# Jesenské (district de Levice)
Pour les articles homonymes, voir Jesenské.
Jesenské (hongrois : Setétkút) est un village de Slovaquie situé dans la région de Nitra.

## Histoire
Première mention écrite du village en 1292.

## Démographie

### Évolution de la population
| Année:               | 1994. | 2004.   | 2014. | 2024.    |
| -------------------- | ----- | ------- | ----- | -------- |
| Nombre de personnes: | 49    | 51      | 51    | 44       |
| Différence:          |       | +4,08 % | +0 %  | -13,72 % |

| Année:               | 2023. | 2024. |
| -------------------- | ----- | ----- |
| Nombre de personnes: | 44    | 44    |
| Différence:          |       | +0 %  |